# Дождевой лес

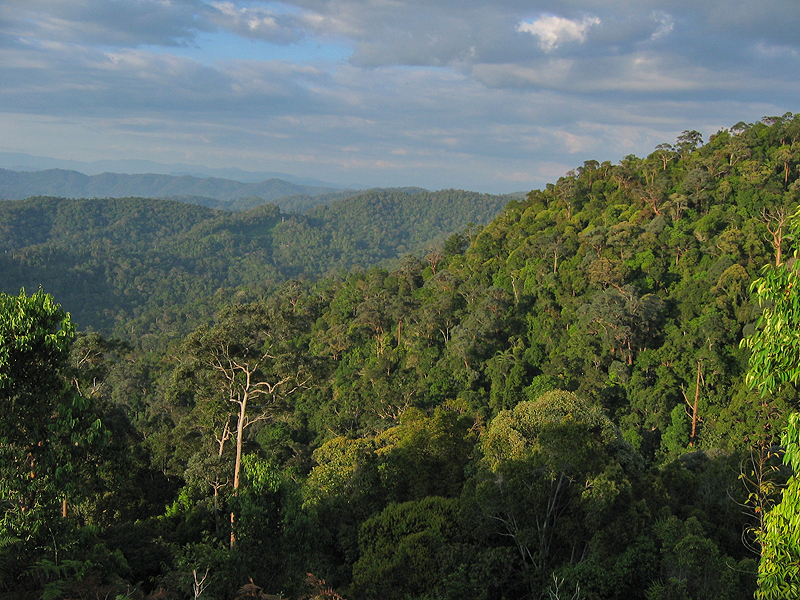
Национальный парк Таман-Негара в Малайзии

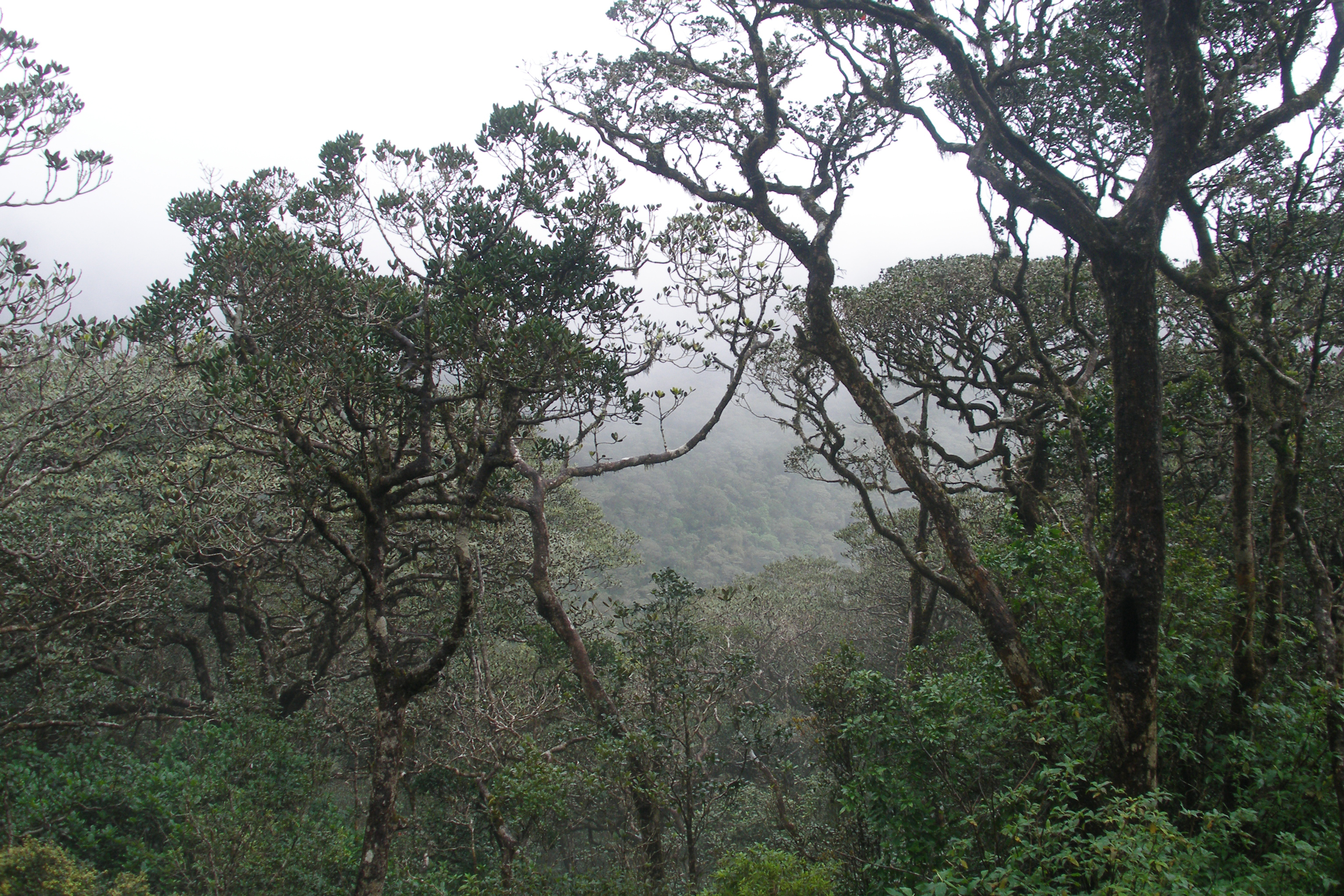
Саманала, Шри Ланка

Дождевые леса — леса с годовым количеством атмосферных осадков 2000—7000 мм и более. Характеризуются сложным ярусным строением, высоким биоразнообразием древесных растений, эпифитов и лиан, и бедностью травостоев. Выделяют следующие виды дождевых лесов:
- Тропические дождевые леса
- Субтропические дождевые леса
- Умеренные дождевые леса

Тропические дождевые леса произрастают в экваториальном поясе и далее к северу до 25° с. ш. и к югу до 30° ю. ш. Основные массивы тропических дождевых лесов находятся в Южной и Центральной Америке, в Юго-Восточной Азии (Большие Зондские острова, полуостров Малакка, Филиппины, Новая Гвинея), в Западной Африке (бассейн реки Конго, Уганда) и в Австралии (Квинсленд).
Субтропические и умеренные дождевые леса, как правило, произрастают к северу и югу от тропического пояса и в горах тропиков, в том числе субтропический лес Чибадас на острове Ява, умеренные леса из нотофагуса в горах Новой Гвинеи, Тасмании, Новой Зеландии. На северо-западе США древостои дождевых лесов образованы гигантскими хвойными.

## Распространение

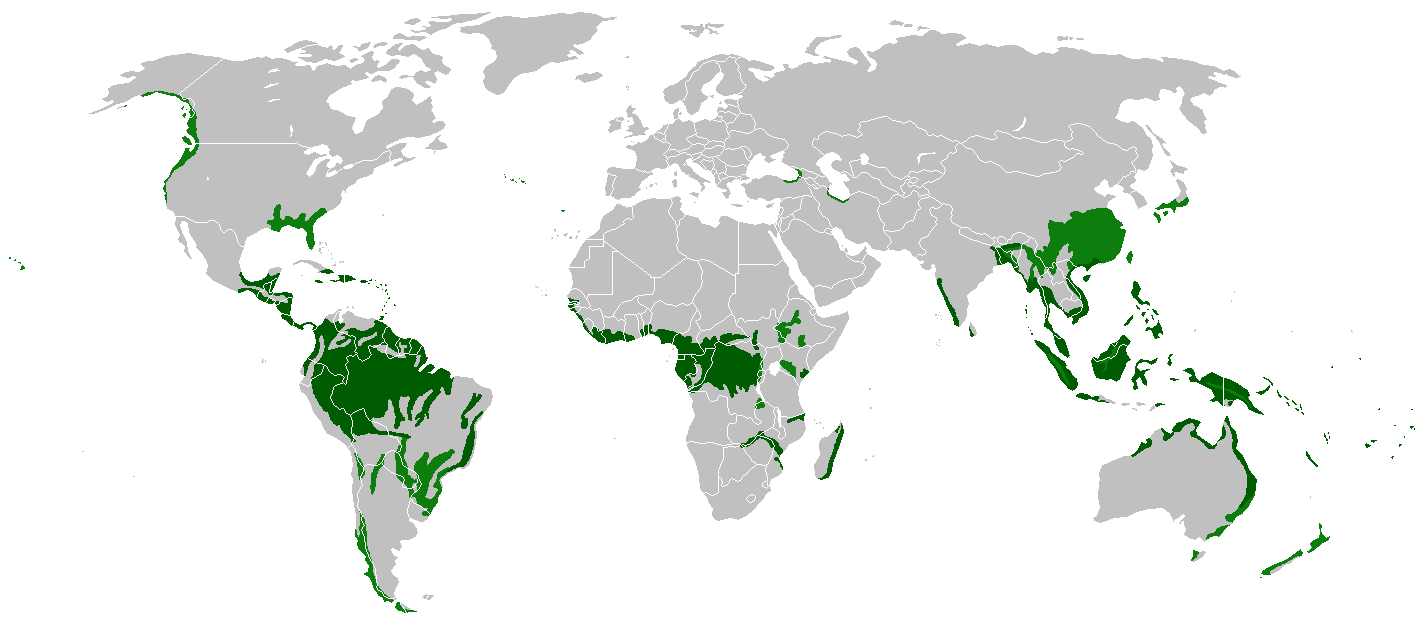
Дождевые леса на карте мира.

Тропические дождевые леса распространены в экваториальном поясе, на север от экватора до 25° с. ш. и на юг до 30° ю. ш.
В Америке они произрастают от побережья Мексиканского залива в Мексике и юга Флориды (США), занимают полуостров Юкатан, большую часть Центральной Америки, острова Вест-Индии.
Южноамериканские тропические дождевые леса (их ещё называют сельва) находятся в бассейне реки Амазонки (дождевые леса Амазонии — крупнейший дождевой лес), на севере Южной Америки, распространены на атлантическом побережье Бразилии.
В Африке они произрастают на западе экваториальной части от побережья Гвинейского залива до бассейна реки Конго и на Мадагаскаре.
Кроме этого тропические дождевые леса имеются в Азии от юга Индии, многих районах Юго-Восточной Азии от Мьянмы и южного Китая и простираются до востока штата Квинсленд в Австралии, захватывая острова Индонезии и Новой Гвинеи. Они также произрастают и на островах Тихого океана.
Дождевые леса встречаются и за пределами тропиков, в Британской Колумбии, юго-восточной Аляске, в западных частях штатов Орегон и Вашингтон, в Чили, Шотландии и Норвегии, на западном Кавказе (Аджария — регион Грузии), в части западных Балкан, в Новой Зеландии, Тасмании и в части восточной Австралии (леса из нотофагуса). Это — умеренные дождевые леса.

## Биотическое разнообразие
От 40 до 75 % всех животных и растений на Земле проживают в дождевых лесах. В тропических дождевых лесах может быть много миллионов видов растений, насекомых и микроорганизмов, неизвестных науке. Тропические дождевые леса называют «жемчужиной Земли» и «великой мировой аптекой», потому что более четверти природных лекарств были обнаружены именно там.
Животный мир дождевых лесов очень разнообразен и включает: млекопитающих (приматы, кошачьи и др.), рептилий (змеи, черепахи, хамелеоны и др.), птиц (ванговые и кукушковые) и беспозвоночных.
Также очень распространены грибы, питающиеся разлагающимися останками растений и животных.
Многие виды растений и животных быстро исчезают из-за обезлесения, уничтожения мест обитания и загрязнения атмосферы.

## Влияние на климат
Естественный лес выделяет и поглощает огромное количество углекислого газа. В глобальном долгосрочном масштабе потоки углекислоты поглощаются и выделяются, находясь примерно в равновесии, следовательно, девственный тропический лес будет иметь небольшое влияние на уровень атмосферного углекислого газа, хотя он, возможно, может влиять на другие климатические эффекты (например, образование облаков, круговорот водяного пара). Однако, сегодня не осталось леса, который можно считать нетронутым. Человеческое вмешательство в экосистемы лесов (а особенно обезлесения в результате деятельности людей, равно как и другие факторы (человеческие или природные, такие, как пожары и засухи, которые приводят к гибели деревьев) играет важную роль в высвобождении тропическими лесами углекислого газа. Некоторые модели климата, моделирующие растительный покров, прогнозируют большие потери тропических лесов Амазонки приблизительно к 2050 году из-за засухи с последующим высвобождением ещё большего количества углекислого газа в результате гибели лесов.

## Виды

### Тропический дождевой лес

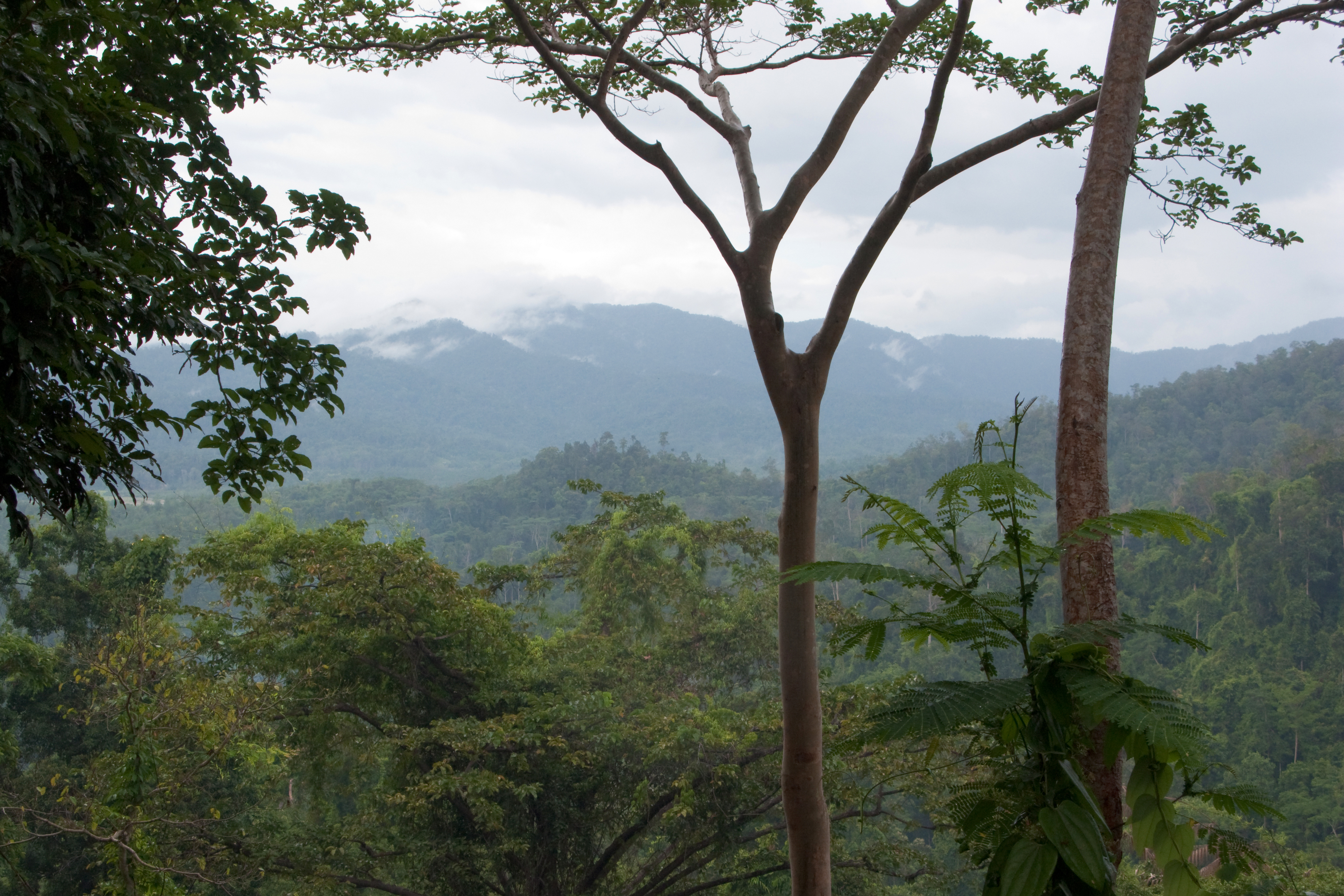
Остров Палаван, Филиппины

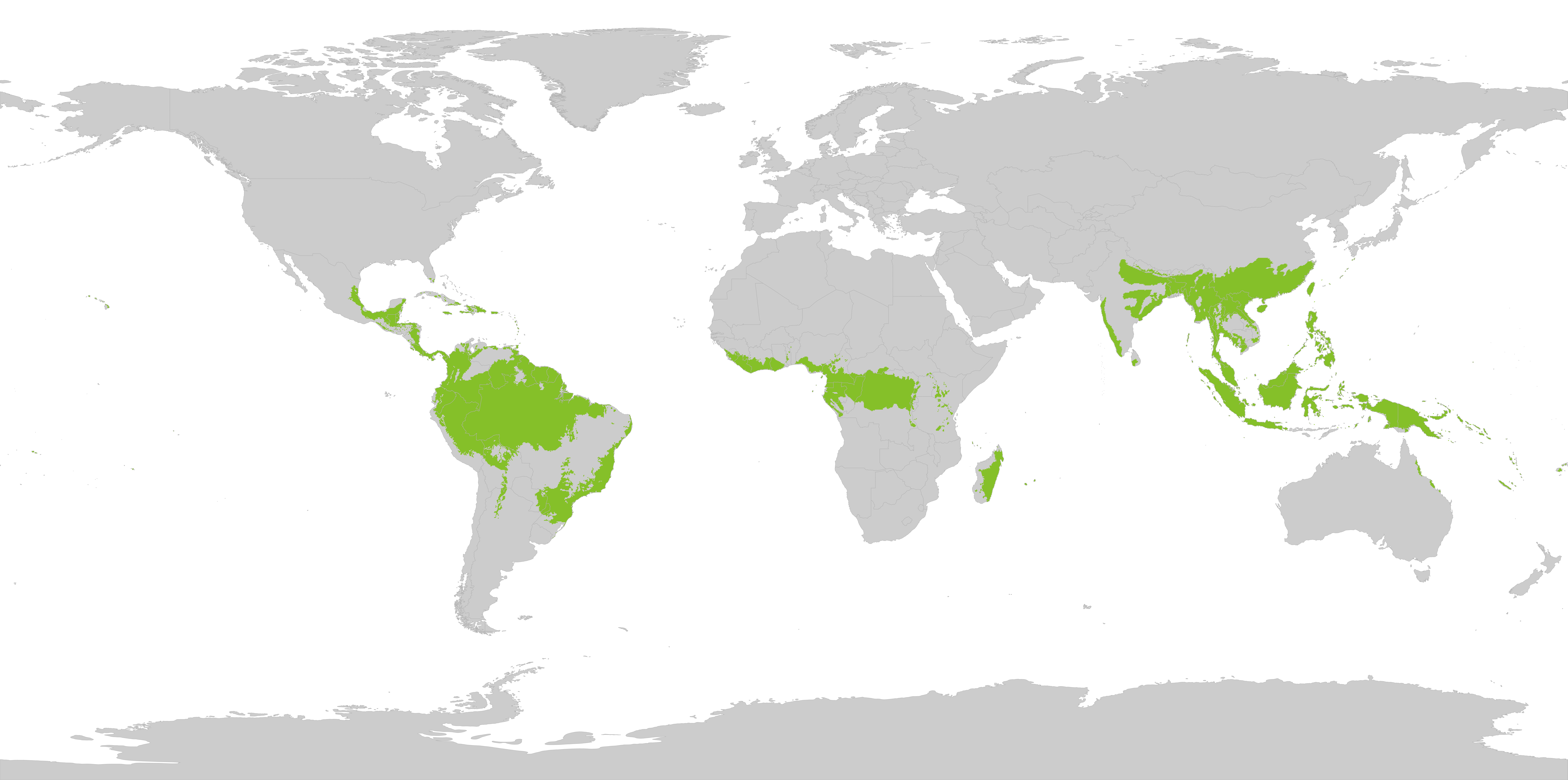
Распространение тропических дождевых лесов

Тропический дождевой лес можно охарактеризовать в двух словах: тепло и влажно. Среднемесячная температура на протяжении всего года превышает 18 °C. Среднее годовое количество осадков составляет не менее 1680 мм, а в некоторых районах может превышать 10000 мм, хотя для большинства территорий находится в пределах 1750—2000 мм.
Растения дождевых лесов очень разнообразны, одних деревьев до 70 и более видов на 1 га. Среди них преобладают двудольные, которые опыляют насекомые, птицы и летучие мыши.
Произрастание многих тропических лесов связано с расположением муссонных ложбин, также известных как внутритропические зоны конвергенции.
Тропические дождевые леса — это дождевые леса, находящиеся в экваториальной зоне между Тропиком Рака и Тропиком Козерога. Тропические дождевые леса расположены в Юго-Восточной Азии (в Мьянме, на Филиппинах, Малайзии, Индонезии, Папуа-Новой Гвинее), Шри-Ланке, на северо-востоке Австралии, в Африке южнее Сахары (от Камеруна до Конго), Южной Америке (дождевые леса Амазонии), Центральной Америке (например, Босавас, на юге полуострова Юкатан — Эль Петен — Белиз — Калакмуль) и на многих островах Тихого океана.
В приливно-отливной полосе тропических морских побережий — в местах, свободных от воды во время отлива и затопленными во время прилива произрастают мангровые леса. Для мангр характерны высокая продуктивность и низкое видовое разнообразие.
Особенности тропических дождевых лесов
- Сложная пространственная структура экосистемы;
- Подлесок в лесу плохо развит во многих местах из-за слабого проникновения солнечного света до уровня земли. Это позволяет легко продвигаться через сплошной, зрелый лес. Если полог леса разрушен или жидкий, земля в этих местах быстро зарастает сплошным покровом запутанных лоз, кустарников и небольших деревьев. Такие заросли и непроходимые участки тропических влажных лесов называют джунглями
- Очень высокий уровень биоразнообразия (на 1 га встречается от 40 до 170 видов деревьев[17]);
- Быстрое разложение органических остатков;
- Низкая мощность почвенного покрова — 5-10 см, подавляющее большинство углерода и азота находится в живой части леса[18];
- Концентрация оксидов железа и алюминия через процесс латеризации почвы (уменьшение в ней содержания кремнезёма и увеличение окислов железа и алюминия), поэтому они имеют ярко-красный или рыжий цвет[19].
- Для многих деревьев характерна каулифлория — образование цветков и соцветий на стволах и безлистных участках ветвей[17].

#### Почва
Несмотря на бурную растительность, качество почвы в тропических дождевых лесах часто оставляет желать лучшего. Быстрое гниение, вызванное бактериями, препятствует накоплению гумуса. Большая концентрация железа и оксидов алюминия из-за процесса латеризации придаёт почве ярко-красный цвет и иногда образует месторождения минералов (например, бокситов). У большинства деревьев корни располагаются вблизи поверхности, поскольку на глубине недостаточно питательных веществ и большую часть минеральных веществ деревья получают из верхнего слоя разлагающихся листьев и животных. На молодых образованиях, особенно вулканического происхождения, почвы могут быть довольно плодородными. При отсутствии деревьев на обнажённых поверхностях почвы может накапливаться дождевая вода, создавая размыв почвы и запуская процесс эрозии.

#### Ресурсное значение
Тропические дождевые леса являются источником древесины, пищевых, генетических, медицинских материалов, полезных ископаемых. Они играют очень важную роль в регуляции регионального климата, поскольку обеспечивают до 50 % круговорота воды путём транспирации, что приводит к активному образованию облаков над поверхностью территории их роста и возвращения воды в виде осадков.
Тропические леса также отвечают за круговорот около 28 % кислорода в мире. Часто процесс кругооборота путают с производством кислорода и поэтому дождевые леса также часто называют «лёгкими Земли». Однако это не совсем верно, поскольку тропические леса производят сравнительно мало кислорода, подавляющее большинство кислорода производится цианобактериями в составе морского планктона. Подобно всем зрелым лесам дождевой лес поглощает и выделяет примерно одинаковое количество кислорода и углерода — выделенный деревьями кислород расходуется при гниении листьев и древесины, используется для дыхания животных, живущих в нём и т. п. Тропические дождевые леса, во многих случаях, выделяют избыток углекислого газа, который превышает продукцию кислорода. Однако дождевые леса играют главную роль в глобальном углеродном цикле как устойчивые накопители углерода, и уничтожения таких лесов приводит к увеличению содержания углекислоты в атмосфере.

#### Структура тропических дождевых лесов
Тропические дождевые леса, как правило, состоят из 3-4 основных ярусов (древостой, полог леса, подлесок, лесная подстилка), каждый из которых содержит различные растения и животных, приспособленных к жизни в определённых условиях. Очень много внеярусной растительности — лиан и эпифитов.
Древостой
Древостой содержит небольшое количество очень высоких деревьев, выросших выше общего полога леса и достигнувших высоты 45-55 м, хотя в отдельных случаях некоторые виды достигают 70-80 м. На этот ярус часто сильное воздействие оказывают высокие температуры и сильные ветры. Животные, населяющие данный ярус: орлы, бабочки, летучие мыши и некоторых виды обезьян.
Полог леса
Полог леса образует большинство деревьев тропического дождевого леса, как правило, 30-45 м высотой. Наибольшее биоразнообразие на Земле находится именно здесь — сплошном покрове из листвы, образованного смежными верхушками деревьев. Полог леса, по некоторым оценкам, является местом обитания около 50 % всех существующих видов растений. Основная часть — эпифиты, прикрепляющиеся к стволам и ветвям деревьев, и получающие воду и минеральные вещества от дождя и органических останков. Фауна по своему составу близка к ярусу древостоя, но более разнообразна. Также предполагается, что в пологе дождевого леса обитает четверть всех видов насекомых.
Учёные уже давно предполагали, что полог леса является местом обитания значительного количества видов, но лишь недавно были разработаны практические методы изучения. Ещё в 1917 году натуралист Уильям Биб говорил: "ещё один континент жизни остаётся неизведанным, но не на Земле, а в 200 футах над её поверхностью, распространяясь на тысячи квадратных миль ". Полноценные исследования полога леса начались только в 1980-х годах, когда учёные разработали методы достижения этого яруса (например, использование арбалетов для стрельбы верёвками). Исследования полога леса всё ещё находятся в зачаточном состоянии, но разрабатываются и другие методы изучения: использование аэростатов и дирижаблей, строительство кранов и специальных пешеходных дорожек, уложенных в кронах деревьев. Наука, занимающаяся доступом к верхушкам деревьев, называется дендронавтика (англ. Dendronautics).
Подлесок
Ярус подлеска находится между пологом леса и лесной подстилкой. В этом ярусе обитает множество видов птиц, змей, ящериц, насекомых, а также хищников (ягуары, удавы и леопарды). Листья у деревьев и кустарников этого яруса гораздо больших размеров по сравнению с деревьями полога леса. К подлеску также относятся молодые деревья, которые впоследствии вырастут до уровня полога леса. До яруса подлеска достигает только 5 % от общего количества солнечных лучей, получаемых пологом леса. Этот ярус можно также назвать ярусом кустарников, хотя он может рассматриваться и в качестве отдельного яруса.
Лесная подстилка
Лесная подстилка является самым нижним ярусом и получает только 2 % солнечного света, поэтому на этом ярусе могут произрастать только растения, приспособленные к низкой освещённости. Вдали от берегов рек, болот и открытых пространств, где растёт густой подлесок, лесная подстилка относительно свободна от растительности. Она содержит гниющие растения и останки животных, которые быстро разлагаются благодаря тёплому, влажному климату, способствующему быстрому разложению. Этому также способствуют многие формы грибов.

### Субтропический дождевой лес
Гемигилеи — субтропические дождевые леса — вечнозелёные, в более высоких широтах полулистопадные широколиственные леса, произрастают в местах с достаточно влажным климатом (более 1000 мм в год. К их ареалу относятся юго-восток США, юг Бразильского плоскогорья, юго-восток Африки, Северный остров Новой Зеландии. Климат восточных окраин материков более влажен. От влажнотропических лесов субтропический лес отличается меньшим видовым разнообразием, уменьшением количества эпифитов и лиан, а также появлением в древостое хвойных (подокарпусы, некоторые виды араукарии), древовидных папоротников.
Здесь преобладают густые влажные леса из вечнозелёных дубов, магнолий, камфарного лавра . Многочисленные лианы, заросли высоких бамбуков и различные кустарники усиливают своеобразие влажного субтропического леса.
Для субтропического дождевого леса Чибадас на острове Ява характерна гигантская (высотой до 60 м и более) расамала из семейства Гамамелидовые.

### Умеренный дождевой лес

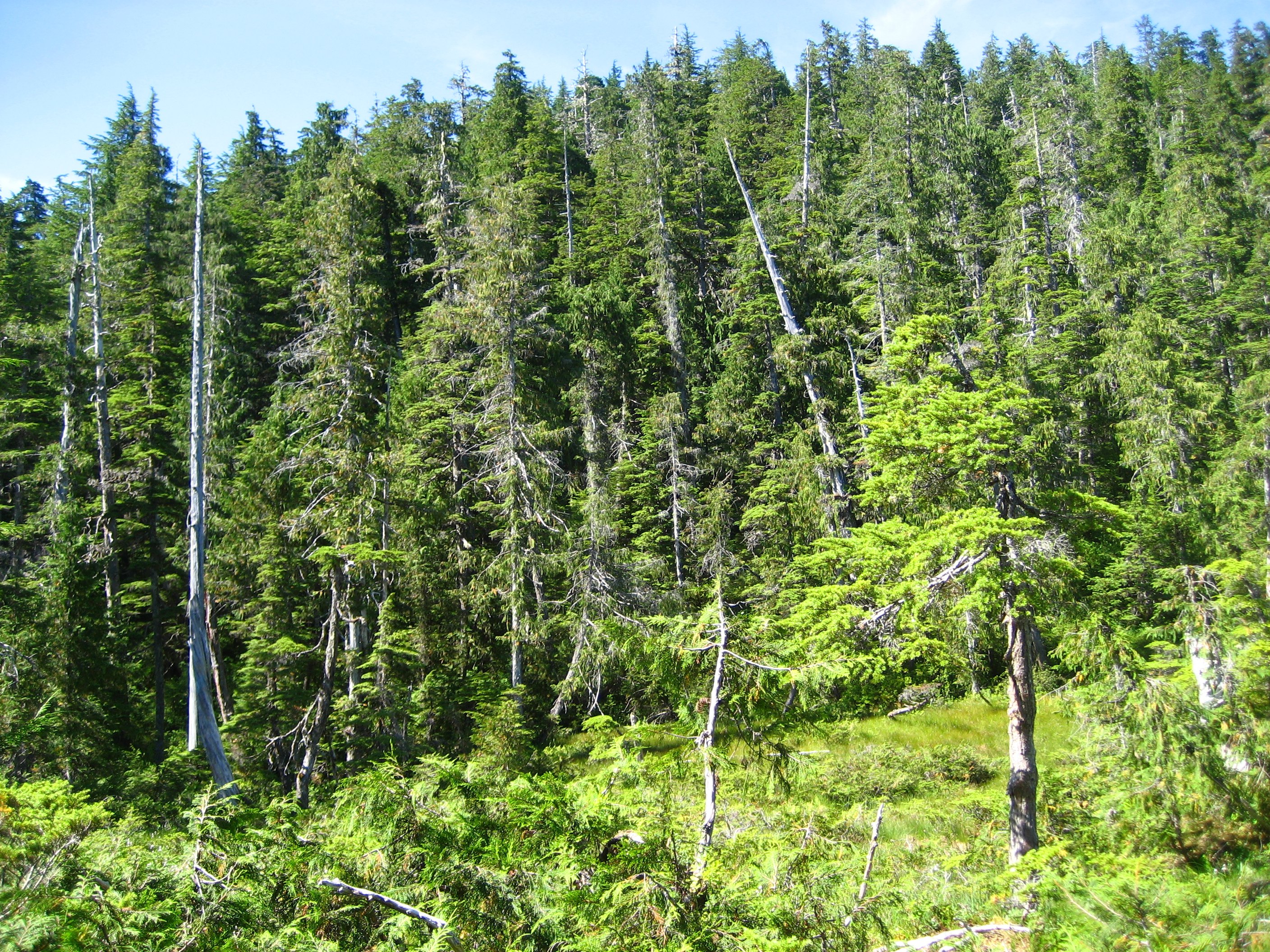
Дождевой лес на Аляске.

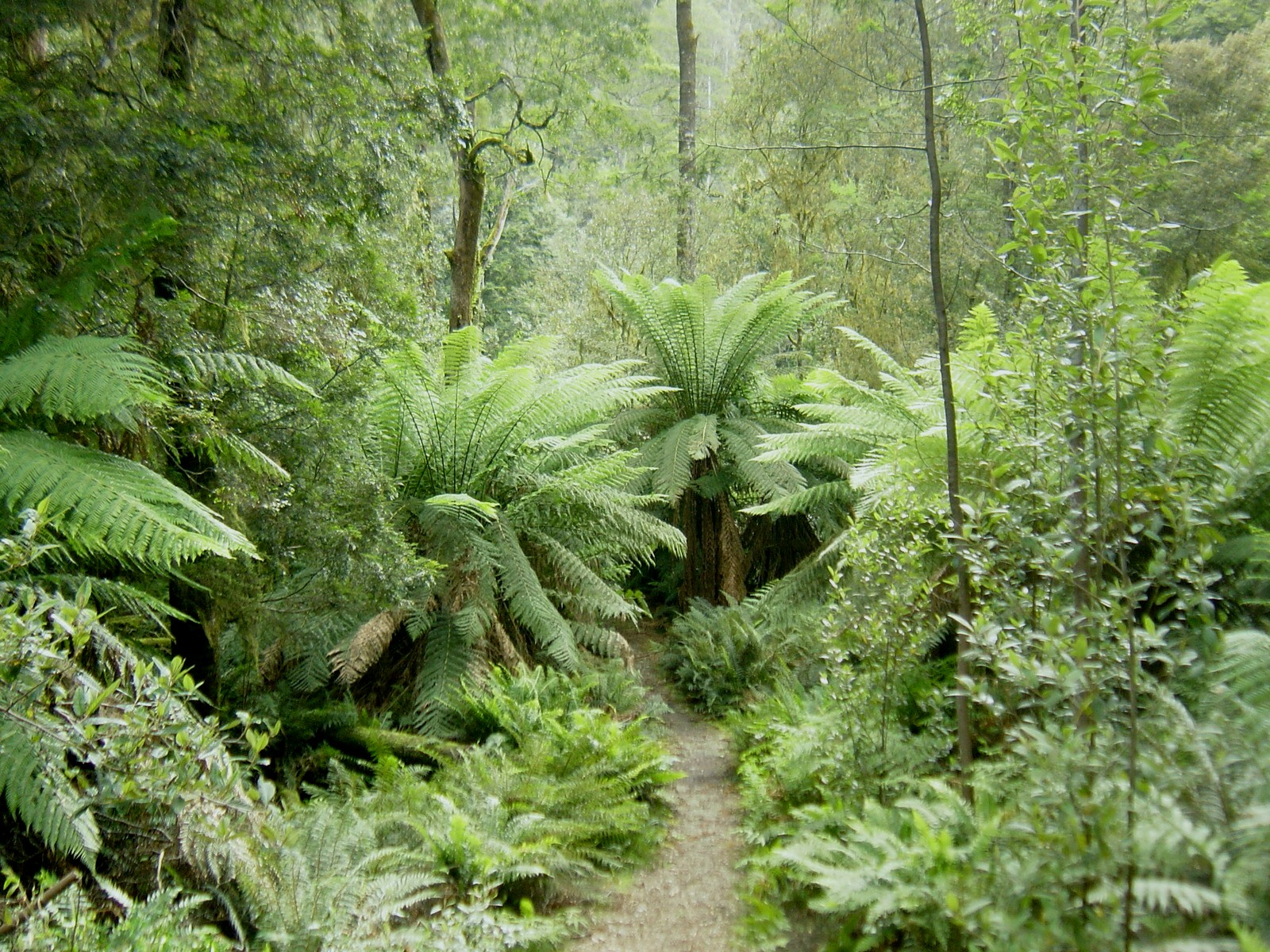
Умеренный дождевой лес на Тасмании

Распространение Умеренных дождевых лесов.

Для определения дождевых лесов умеренного пояса используют разные критерии. Так, в Северной Америке для определения умеренных влажных лесов широко используют такое определение: среднегодовое количество осадков должно составлять более 1 400 мм в год, среднегодовая температура должна быть между 4 °C и 12 °C.
Тем не менее, необходимое годовое количество осадков зависит от таких факторов, как распределение осадков в течение года, температура в течение года и наличие тумана, а потому определение в других странах значительно отличаются. Например, австралийское определения умеренных дождевых лесов скорее эколого-структурное, а не климатическое: лесной полог закрывает крайней мере 70 % неба, лес состоит в основном из древесных пород, не требующих пожаров для регенерации, зато сеянцы способны расти в тени и в естественных прогалинах в пологе. Последнее условие, например, исключает часть умеренных дождевых лесов западной части Северной Америки, поскольку для Псевдотсуга Мензиса, одного из его доминирующих видов деревьев, для начала роста нового поколения деревьев нужно уничтожения существующего. Североамериканское определения, в свою очередь, исключает часть умеренных дождевых лесов в других странах.
Умеренные леса занимают бо́льшую часть земного шара, однако умеренные дождевые леса встречаются только в нескольких регионах земного шара. Умеренные дождевые леса — это дождевые леса в умеренной зоне. Они встречаются в Северной Америке (на Тихоокеанском Северо-Западе, побережье Британской Колумбии и в Скалистых горах к востоку от Принс-Джордж), в Европе (прибрежные районы Ирландии и Шотландии, на юге Норвегии, западных Балканах вдоль Адриатического побережья, а также на северо-западе Испании и прибрежных районах Чёрного моря в Грузии, России, Абхазии и Турции), в Восточной Азии (в южном Китае, на Тайване, на большей части Японии и Кореи, а также на Сахалине и прилегающего к нему побережье Дальнего Востока России), в Южной Америке (юг Чили), а также в Австралии и Новой Зеландии.
Особенности умеренных дождевых лесов:
- Наличие чётко выраженных фенофаз;
- Значительный уровень биоразнообразия;
- Наличие яруса кустарников;
- Медленный уровень разложения отмершей органики;
- Высокая мощность почвенного покрова — 50-150 см.